# Barba-roja (pel·lícula)
Barba-roja (títol original en japonès: 赤ひげ - Akahige) és una pel·lícula japonesa de 1965 dirigida per Akira Kurosawa sobre la relació entre un metge de camp i el seu nou ajudant.
És una adaptació a la pantalla d'una novel·la de Shgor Yamamoto. En la novel·la de Fiodor Dostoievski Humiliats i ofesos es troba la font d'una part de la intriga amb una noia, Otoyo (Terumi Niki), qui és salvada d'un prostibul.  Barba-roja  considera la qüestió de la injustícia social i recorre dos dels temes favorits de Kurosawa: l'humanisme existencial i l'existencialisme.
Ha estat doblada al català.

## Argument
La pel·lícula té lloc a Koishikawa, un barri d'Edo (l'antic nom de la ciutat de Tòquio), al Segle XIX. El jove doctor Noboru Yasumoto (Yūzō Kayama) és el protagonista de la pel·lícula. Format en una escola de medicina holandesa a Nagasaki, l'arrogant Yasumoto aspira a l'estatut de metge personal del Shogun, un lloc actualment ocupat per un parent familiar. Va, per a la seva primera assignació, al dispensari regentat pel doctor Kyojio Niide (Toshirō Mifune), anomenat Barba-roja (Akahige, a causa del color de la seva barba). El doctor Niide al principi sembla un home molt estricte, més sever encara amb els seus ajudants que amb els seus pacients. Yasumoto decideix llavors rebel·lar-se desafiant totes les normes (es nega en particular a portar l'uniforme dels metges), amb l'esperança de ser retornat. A través dels casos de malalts que són també víctimes de la misèria social i humana, i que el marcaran fortament, el metge acabat de diplomar descobrirà progressivament la verdadera naturalesa de Barba-roja, un home ple de compassió i totalment dedicat als seus pacients, per a qui la lluita contra la misèria i la ignorància és l'arma la més eficaç per combatre les malalties. Comença llavors per a Yasumoto un profund replantejament sobre les seves aspiracions i la seva responsabilitat de metge.

## Repartiment
- Toshirō Mifune: Dr. Kyōjio Niide, Akahige
- Yūzō Kayama: Dr. Noboru Yasumoto
- Tsutomu Yamazaki: Sahachi
- Reiko Dan: Osugi
- Miyuki Kuwano: Onaka
- Kyōko Kagawa: la folle
- Kinuyo Tanaka: la mare de Noboru
- Bokuzen Hidari: un pacient

## Al voltant de la pel·lícula
- Barba-roja és l'última de les 16 pel·lícules on Akira Kurosawa ha treballat amb Toshirō Mifune. S'exposen diverses raons per explicar la ruptura entre el director i el seu actor fetitxe. Haurien aparegut desacords en el rodatge sobre la interpretació de Barba-roja, Kurosawa desitjava donar la imatge d'un metge-savi, Mentre Mifune proposava un personatge més d'acció, de vegades violent. Problemes financers en relació amb Mifune i la seva societat de producció, vinculats a la impossibilitat per a l'actor de dedicar-se a altres projectes durant els 2 anys de rodatge (ja que és obligat a mantenir la seva barba per al paper de Barba-roja), serien igualment a l'origen de les tensions entre els dos homes.

Barba-roja és igualment l'última pel·lícula de Kurosawa en blanc i negre.

## Premis i nominacions

### Premis
- 1965: Copa Volpi per la millor interpretació masculina per Toshirō Mifune

### Nominacions
- 1965: Lleó d'Or
- 1966: Globus d'Or a la millor pel·lícula estrangera